# Dinar sârbesc

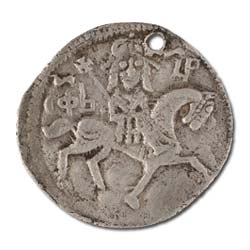
Un perper emis sub țarul Dușan, în secolul al XIV-lea.

Dinarul sârbesc (în sârbă српски динар, cu alfabetul chirilic: srpski dinar) este unitatea monetară oficială a Serbiei.
Codul internațional ISO 4217 al dinarului sârbesc este RSD, identificantul său fiind 941.
Subdiviziunea dinarului sârbesc este paraua: 100 de parale = 1 dinar sârbesc.
Există monede metalice de 50 parale, 1, 2, 5, 10 și 20 dinari, precum și bancnote cu valori nominale de 10, 20, 50, 100, 200, 500, 1.000 și  de 5.000 de dinari.
- La 28 august 2009, 1 $ (USD) valora circa 65,5000 dinari (RSD).
- La 23 august 2011, 1 € (EUR) valora circa 100 dinari (RSD).

## Etimologie
- Denumirea din sârbă dinar, cu alfabetul chirilic: динар provine de la denumirea vechii monede romane, denarius [2].
- Denumirea din sârbă para, cu alfabetul chirilic: пара, par / пари provine de la cuvântul persan pare, care semnifică o parte[2].

## Istorie
În timpul domniei lui Ștefan I Nemanjić Primul-Încoronat (1214), a fost pus în circulație dinarul sârbesc, pentru prima oară. Acest lucru îl face, alături de lira sterlină, cea mai veche monedă din Europa.
Monedele medievale sârbești au fost, în exclusivitate, din argint .  
Dinarul sârbesc actual este moștenitorul dinarului Regatului Sârbilor, Croaților și Slovenilor, apoi al dinarului iugoslav, în circulație altădată.

## Bancnote
| Avers | Revers | Valoare     | Portret                     |
| ----- | ------ | ----------- | --------------------------- |
|       |        | 10 dinari   | Vuk Stefanović Karadžić     |
|       |        | 20 dinari   | Petar II Petrović Njegoš    |
|       |        | 50 dinari   | Stevan Stojanović Mokranjac |
|       |        | 100 dinari  | Nikola Tesla                |
|       |        | 200 dinari  | Nadežda Petrović            |
|       |        | 500 dinari  | Jovan Cvijić                |
|       |        | 1000 dinari | Georg Weifert               |
|       |        | 2000 dinari | Milutin Milancovici         |
|       |        | 5000 dinari | Slobodan Jovanović          |